# DK Bongos

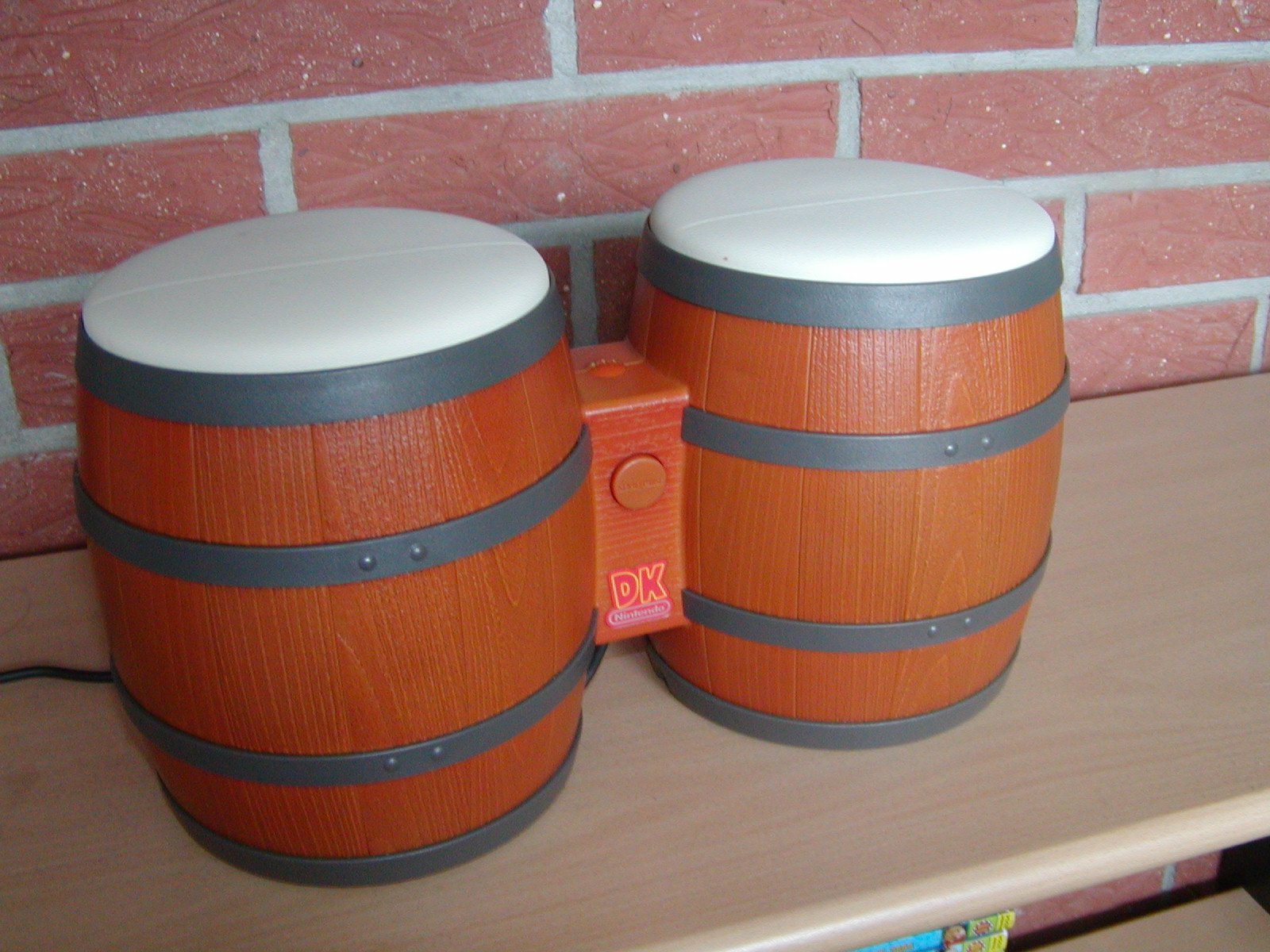
DK Bongos

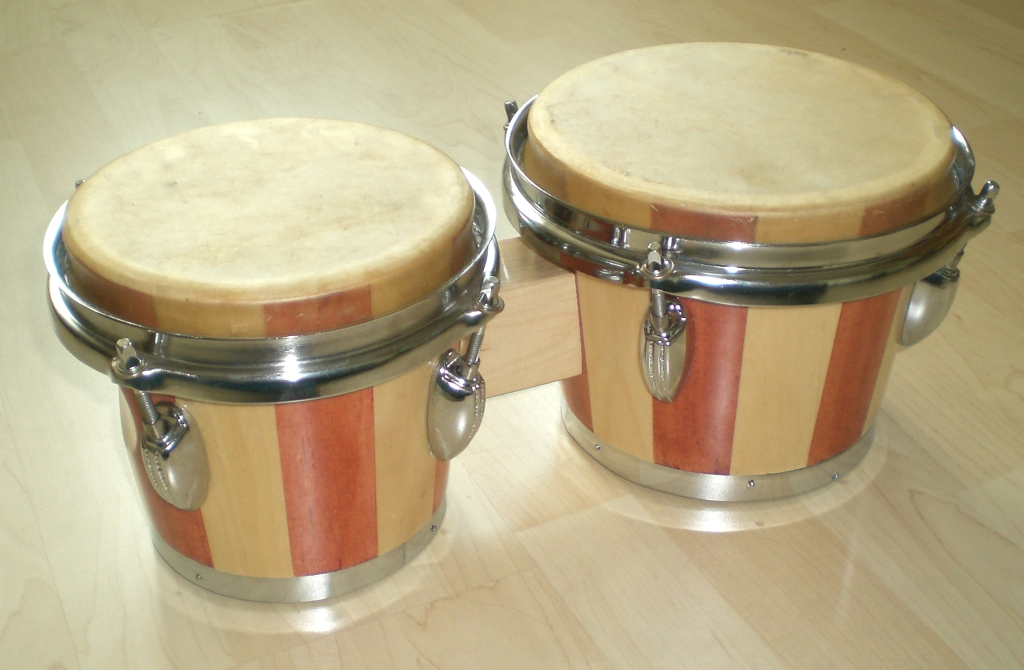
Bongosy – instrument będący pierwowzorem kontrolera DK Bongos

DK Bongos – kontroler gier video wydany w 2003 roku przez firmę Nintendo dla konsoli GameCube. Wzorowany był na bongosach, czyli kubańskim instrumencie muzycznym składającym się z dwóch połączonych ze sobą bębenków.
Pierwszą grą, w której wykorzystano ten kontroler była gra muzyczna Donkey Konga, zadaniem gracza było wystukiwanie na DK Bongos melodii w rytm muzyki. Później użyto go w kontynuacjach Donkey Konga 2 i Donkey Konga 3 (wydana tylko w Japonii).